# Omicidio di Peter Neumair e Laura Perselli
L'omicidio di Peter Neumair e Laura Perselli, noto anche come Delitto o omicidio di Bolzano, fu un caso di duplice parricidio, commesso presumibilmente nel pomeriggio del 4 gennaio 2021, presso una villetta di Bolzano, ai danni di una coppia, Peter Neumair e Laura Perselli. 
Responsabile dell'omicidio è stato riconosciuto Benno Neumair, 31 anni, figlio delle due vittime, inizialmente dichiaratosi innocente ma, in seguito, reo confesso. I due corpi, dopo mesi di incessanti e imponenti ricerche sul terreno, furono ritrovati nel greto del fiume Adige. Il primo fu quello della Perselli, ritrovato un mese dopo, il 6 febbraio, adagiato sull'argine del fiume il cui livello delle acque, con una complessa operazione idraulica, era stato appositamente fatto abbassare dagli inquirenti di circa 20 cm nel tratto tra Bolzano e Rovereto. A seguito di ciò Benno Neumair, già accusato di duplice omicidio e occultamento di cadavere, confessò il duplice delitto. Dopo quasi quattro mesi, il 27 aprile, venne ritrovato anche il corpo di Peter Neumair.
Il 12 settembre 2024 la Corte suprema di cassazione ha rigettato il ricorso proposto dai legali di Benno Neumair, rendendo definitiva la condanna all'ergastolo già sopraggiunta in primo grado.

## Storia

### I fatti
Il 5 gennaio 2021 Benno Neumair, insegnante e body builder di 31 anni, si recò presso la caserma dei Carabinieri di Bolzano per denunciare la scomparsa dei genitori, Peter Neumair e Laura Perselli, di anni 63 e 68. I due scomparsi erano entrambi insegnanti in pensione, e nell'ultimo periodo si dedicavano a praticare alcuni tipi di sport, oltre a passeggiare tutti i giorni in montagna. Per tale motivo, in un primo momento fu ipotizzato dagli inquirenti che i due fossero rimasti vittime di qualche incidente in ambiente montano. Un'ulteriore pista seguita fu quella della frana che si era verificata proprio in quei giorni e che aveva distrutto parte dell'Hotel Eberle, sito nei pressi del capoluogo altoatesino. Inizialmente durante le ricerche, Benno collaborò con gli inquirenti, fornendo indicazioni sui sentieri che i genitori percorrevano regolarmente durante le loro passeggiate; inoltre acconsentì all'ingresso dei cani molecolari nell'appartamento in cui viveva insieme ai genitori.
Dopo poco tempo i Carabinieri indagando più a fondo scoprirono che i cellulari delle vittime erano spenti già dalla sera prima della sparizione. Una volta giunti sul posto della frana, non trovando nulla di sospetto, i Carabinieri iniziarono a indagare sul figlio Benno. Per accertarsi della veridicità della ricostruzione degli eventi offerta dal giovane, gli inquirenti iniziarono a raccogliere alcune testimonianze riguardo al carattere e alla personalità di Benno. Si scoprì subito che egli era da poco tornato a vivere con i genitori e, in precedenza, in Germania aveva vissuto un grave episodio di tipo psichiatrico che ne aveva determinato il ricovero. Come emerse successivamente inoltre, Benno aveva sviluppato con i genitori un rapporto di dipendenza alternato a momenti di allontanamento quando le sue richieste non venivano accolte e tutto ciò aveva causato forti litigi tra genitori e figlio. Dall'età di 21 anni aveva sviluppato un approccio patologico all'allenamento sportivo, iniziando anche ad assumere steroidi. Durante il soggiorno in Germania aveva inoltre minacciato la ragazza con cui conviveva. La perizia psichiatrica diagnosticherà un disturbo narcisistico di personalità.

### Indagini
Mentre le ricerche erano ancora in corso, Benno venne fermato dai Carabinieri in un autolavaggio, poco prima che la sua autovettura venisse lavata. L'autovettura fu sequestrata e, durante i controlli nel portabagagli, gli inquirenti trovarono una tanica di acqua ossigenata. Successivamente, sul lato nord del ponte di Ischia Frizzi, venne ritrovata una traccia ematica di colore giallastro; gli inquirenti consegnarono il campione al RIS per le analisi, dalle quali la macchia risultò appartenere al sig. Peter Neumair. Essendo state acquisite, inoltre, maggiori informazioni riguardo alle celle telefoniche, gli inquirenti conclusero che la sera del delitto il cellulare di Benno risultava localizzato proprio in quel punto. Dopo questa scoperta, Benno venne iscritto nel registro degli indagati, con l'accusa di duplice omicidio e occultamento di cadavere. Le prove raccolte fecero ipotizzare quasi subito che il giovane avesse gettato i corpi dei genitori nel fiume, allo scopo di cancellare qualsiasi traccia riconducibile a lui.
L'abitazione di proprietà in cui Benno conviveva coi genitori venne messa sotto sequestro. Dalle indagini successive si scoprì che Benno, la sera in cui commise il delitto, si era recato a dormire a casa di un'amica, e aveva dato a quest'ultima alcuni suoi vestiti da lavare. Questi vestiti sarebbero stati nascosti durante il sopralluogo dei RIS, il che fece finire sul registro degli indagati anche la ragazza, con l'accusa di favoreggiamento, anche se successivamente venne scagionata da ogni accusa. Anche un'altra donna rischiò di finire sul registro degli indagati: si trattava di una maestra che Benno aveva conosciuto su Tinder, con la quale intratteneva una relazione, e che, in seguito alla sparizione dei genitori, Benno aveva invitato a casa, chiedendole tra l'altro di aiutarlo a pulirla. 
Accusato dalla procura, il 28 gennaio, 24 giorni dopo il delitto, Benno si presentò in caserma per costituirsi, ma si proclamò innocente. Solo l'11 febbraio confessò il duplice omicidio, asserendo di aver strangolato entrambi i genitori con una corda da arrampicata. In seguito, Benno venne sottoposto a perizia psichiatrica dai periti del GIP, i quali valutarono che il giovane era seminfermo di mente durante l'omicidio del padre Peter, mentre sarebbe stato capace di intendere e di volere durante quello della madre. Da ciò si dedusse che Benno aveva ucciso volontariamente sua madre, probabilmente per evitare che la stessa potesse essere una scomoda testimone. Le indagini successive hanno confermato che le due vittime sono morte entrambe per strangolamento, mediante l'utilizzo di un "cordino", che probabilmente Peter utilizzava durante le sue escursioni in montagna. I due cadaveri successivamente sarebbero stati caricati sull'auto di famiglia e portati sul ponte, e poi gettati nel fiume uno per volta. Il tutto sarebbe stato completato nel giro di poco tempo. Il 10 aprile 2021 Benno Neumair è stato rinviato a giudizio per i reati di omicidio plurimo e occultamento di cadavere. Durante l'udienza è stata respinta la richiesta dei legali di Benno di procedere nelle forme del rito abbreviato; infatti con l'entrata in vigore della legge n. 33/2019 non è ammesso il giudizio abbreviato per i delitti puniti con la pena dell'ergastolo.

## Processo
Il 4 marzo 2022 iniziò il processo a carico di Benno dinnanzi alla Corte d'assise di Bolzano, per l'imputazione di duplice omicidio e occultamento di cadavere. L’accusa – rappresentata dai PM Igor Secco e Federica Iovene – chiese l’ergastolo e un anno di isolamento diurno in carcere. Gli avvocati difensori Flavio Moccia e Angelo Polo, facendo leva sulla confessione spontanea dell’imputato, chiesero la concessione delle attenuanti generiche. La sentenza di condanna all'ergastolo venne pronunciata il 19 novembre 2022 dalla Corte d’Assise di Bolzano, presieduta dal giudice Carlo Busato, dopo diverse ore di riunione in camera di consiglio per deliberare.
Tale condanna è stata confermata nell'ottobre 2023 dalla corte d'assise d'appello di Bolzano e resa irrevocabile dalla cassazione il 12 settembre 2024.

## Nella cultura di massa
- Sulla vicenda è stato scritto un libro dal giornalista Matteo Macuglia, intitolato Il male dentro,[10] inviato della trasmissione televisiva Quarto grado.[11]
- La Rai ha dedicato al caso due puntate di Un giorno in pretura[12][13] e Rete 4 lo ha trattato nella trasmissione Quarto grado.[14]
- Sull'argomento è stato realizzato il podcast Benno - L'oscurità su Bolzano con la voce di Lapo De Carlo.
- L'omicidio di Peter Neumair e Laura Perselli ha dato vita a reazioni sui social network, come la creazione di un gruppo fandom dedicato a Benno Neumair. Sebbene la maggior parte dei contenuti fossero ironici, trolling o anche di critica della scelta di creare il gruppo, in altri casi veniva espresso realmente amore nei confronti dell'autore del delitto e in almeno un caso un membro del gruppo arrivò a tatuarsi la faccia di Neumair sul braccio. Questo gruppo è stato visto come uno dei casi più eclatanti in Italia di ibristofilia, l'attrazione per i criminali, anche se altri studiosi hanno sottolineato piuttosto gli intenti narcisistici ed esibizionisti da parte dei partecipanti al gruppo.[15][6]